# Cyrus Hostetler
Cyrus Hostetler (né le 8 août 1986 à Newberg) est un athlète américain, spécialiste du lancer du javelot. 

## Biographie
Troisième des championnats des États-Unis de 2011, Cyrus Hostetler remporte cette même année la médaille d'argent des Jeux panaméricains, à Guadalajara, devancé par le Cubain Guillermo Martínez.
Il participe aux Jeux olympiques de 2012, à Londres, mais s'incline dès les qualifications.
En mai 2016, à Tucson, il porte son record personnel à 83,83 m. Le 4 juillet 2016, il remporte les sélections olympiques américaines à Eugene.

### Palmarès
| Date | Compétition        | Lieu        | Résultat | Épreuve           | Performance |
| ---- | ------------------ | ----------- | -------- | ----------------- | ----------- |
| 2011 | Jeux panaméricains | Guadalajara | 2e       | Lancer du javelot | 82,24 m     |

### Records
| Épreuve           | Performance | Lieu   | Date        |
| ----------------- | ----------- | ------ | ----------- |
| Lancer du javelot | 83,83 m     | Tucson | 21 mai 2016 |